# Vretensborgsvägen

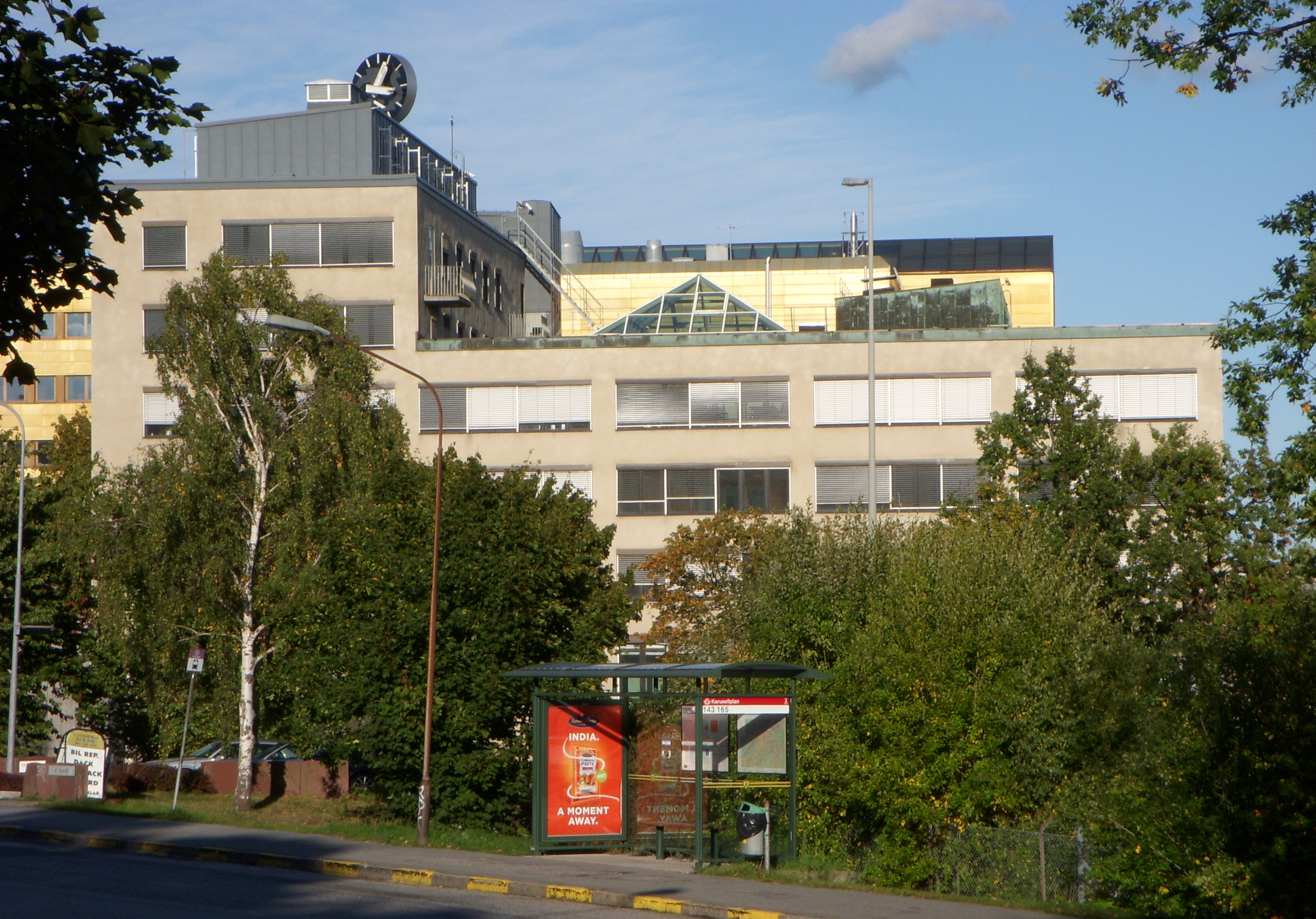
Fastigheten Vreten 17, fasader mot Vretensborgsvägen, 2009.

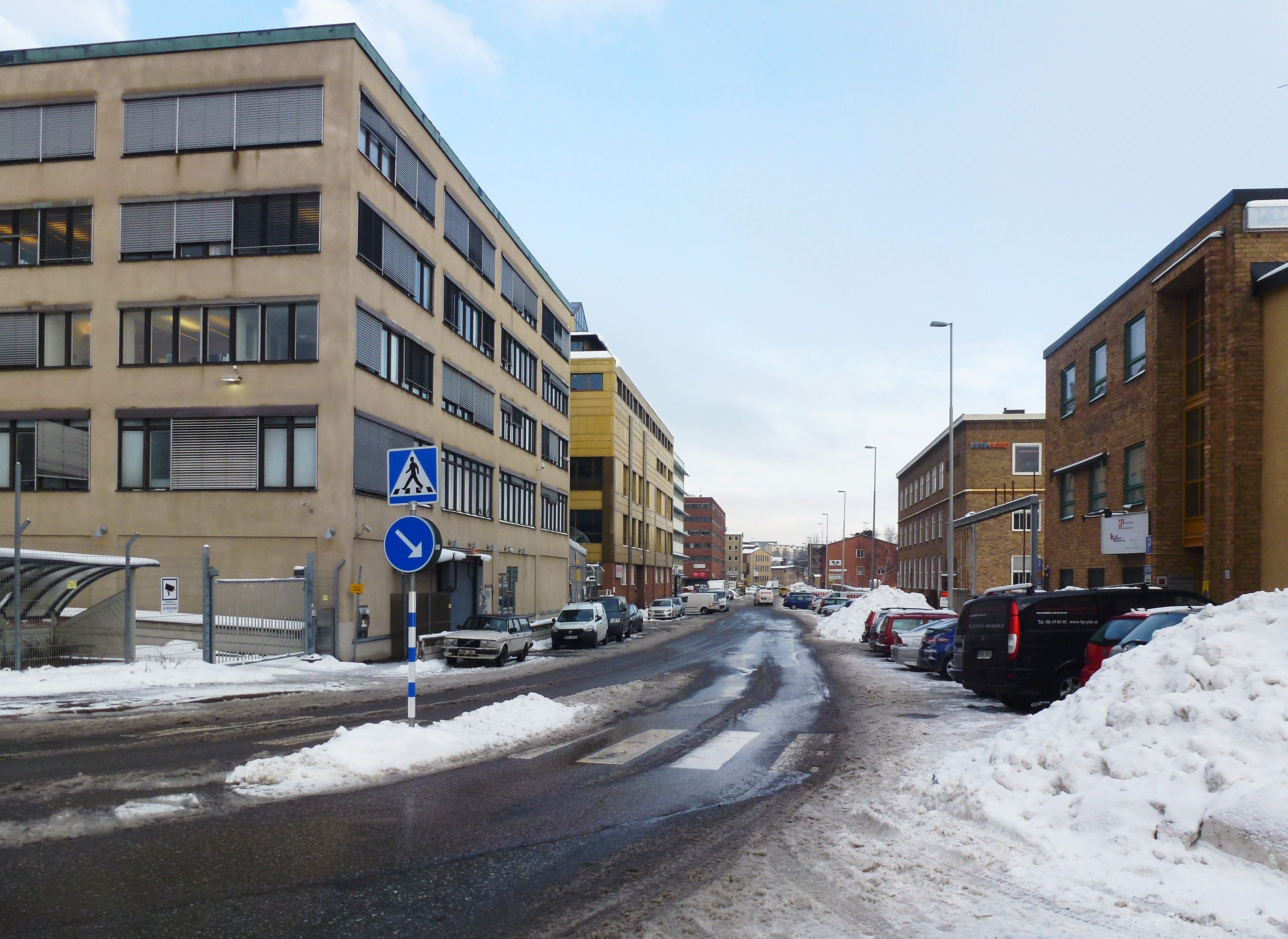
Vretensborgsvägen, vy mot öst, 2015.

Vretensborgsvägen är en av lokalgatorna inom Västberga industriområde i Söderort inom Stockholms kommun. Gatan fick sitt namn 1944 i samband med stadsplaneringen för området. År 2014 hade 117 företag sina adresser längs Vretensborgsvägen.

## Beskrivning
Vretensborgsvägen har sitt namn efter torpet Vretensborg som låg ungefär där Vretensborgsvägen möter Västberga allé. Vretensborg revs någon gång under 1940-talets andra hälft och var ett 1600-tals torp (Wrettan 1689) under Västberga gård.
Vretensborgsvägen sträcker sig öst-västlig riktning från Drivhjulsvägen till Västberga allé. Norr om Vretensborgsvägen ligger kvarteret Vreten med ett tiotal industri- och kontorsfastigheter. Här etablerade sig mellan 1950- och 1970-talen flera bilföretag, bland dem General Motors, Volvo och en återförsäljare för Ford.
Fastighet Vreten 17 (f.d. Volvos anläggning) disponerades mellan 2006 och 2012 av G4S Cash Services och blev känd för en större allmänhet i samband med helikopterrånet i Västberga i september 2009.